# Утраны
Утраны (бел. Утраны) — деревня в Берёзовском районе Брестской области Белоруссии. Входит в состав Селецкого сельсовета.

## География
Деревня находится в центральной части Брестской области, к югу от реки Ясельды, при автодороге Н-106, на расстоянии приблизительно 16 километров (по прямой) к северо-западу от города Берёза, административного центра района. Абсолютная высота — 156 метров над уровнем моря. Площадь населённого пункта — 0,2367 км².

## История
По состоянию на 1905 год, в Утранах проживал 181 человек. В административном отношении деревня входила в состав Носковской волости Пружанского уезда Гродненской губернии.
Согласно Рижскому мирному договору (1921), деревня вошла в состав межвоенной Польши. Входила в состав гмины Носки Пружанского повета Полесского воеводства Польши. В 1921 году числилось 107 жителей, проживавших в 20 домах. В этническом составе населения того периода белорусы составляли 99 %. В конфессиональном составе населения преобладали православные христиане (99 %).
С 1939 года в БССР.

## Население
По данным переписи 2019 года, в деревне проживал 1 человек.
| Год  | Население, человек |
| ---- | ------------------ |
| 1905 | 181                |
| 1921 | ↘ 107              |
| 2009 | ↘ 20               |
| 2019 | ↘ 1                |